# Prakolczatka
Prakolczatka (Zaglossus) – rodzaj ssaków z rodziny kolczatkowatych (Tachyglossidae).

## Rozmieszczenie geograficzne
Rodzaj obejmuje gatunki występujące na Nowej Gwinei.

## Morfologia
Długość ciała 30–63,7 cm; masa ciała 4,2–9 kg.

## Systematyka
Rodzaj zdefiniował w 1877 roku amerykański zoolog Theodore Nicholas Gill w artykule zatytułowanym Zoologia Kręgowców, opublikowanym w czasopiśmie „Annual record of science and industry”. Gatunkiem typowym jest (oznaczenie monotypowe) prakolczatka nowogwinejska (Z. bruijni).

### Etymologia
- Zaglossus: gr. ζα- za- „bardzo”; γλωσσα glōssa ‘język’[12].
- Acanthoglossus: gr. ακανθα akantha ‘kolec’”; γλωσσα glōssa ‘język’[13]. Gatunek typowy (oznaczenie monotypowe): Tachyglossus bruijni W.C.H. Peters & Doria, 1876.
- Proechidna: gr. προ pro ‘przed’; rodzaj Echidna G. Cuvier, 1797 (kolczatka)[14].
- Bruynia (Bruijnia): kpt. Antonie Augustus Bruijn (1842–1890), holenderski marynarz, przyrodnik, przedsiębiorca na Molukach, zajmujący się handlem piórami z Nowej Gwinei[15].
- Prozaglossus: gr. προ pro ‘przed’; rodzaj Zaglossus Gill, 1877[6]. Gatunek typowy (oznaczenie monotypowe): Tachyglossus bruijni W.C.H. Peters & Doria, 1876.

### Podział systematyczny
Do rodzaju należą następujące gatunki:
| Grafika | Gatunek                 | Autor i rok opisu             | Nazwa zwyczajowa           | Podgatunki         | Rozmieszczenie geograficzne                                        | Podstawowe wymiary                              | Status IUCN |
| ------- | ----------------------- | ----------------------------- | -------------------------- | ------------------ | ------------------------------------------------------------------ | ----------------------------------------------- | ----------- |
|         | Zaglossus bruijni       | (W.C.H. Peters & Doria, 1876) | prakolczatka nowogwinejska | gatunek monotypowy | zachodnia Nowa Gwinea (Ptasia Głowa, Bomberai); być może Australia | DC: brak danych DO: brak danych MC: brak danych | CR          |
|         | Zaglossus bartoni       | (O. Thomas, 1907)             | prakolczatka papuaska      | 4 podgatunki       | Indonezja i Papua-Nowa Gwinea (Góry Centralne, Huon i Foja)        | DC: 48–63 cm DO: ogona brak MC: 4,2–9 kg        | VU          |
|         | Zaglossus attenboroughi | Flannery & Groves, 1998       | prakolczatka górska        | gatunek monotypowy | Nowa Gwinea (Pegunungan Cycloop)                                   | DC: około 30 cm DO: ogona brak MC: brak danych  | CR          |

Kategorie IUCN:  VU  – gatunek narażony,  CR  – gatunek krytycznie zagrożony. 